# 爱尔兰总督
爱尔兰总督（英語：Lord Lieutenant of Ireland），是英国君主代表暨爱尔兰政府首脑，在1171年创设，在1922年废除。该职位英文名称的英式发音为“Lef-tenant of Ireland”。
爱尔兰总督另外一个更广为人知的名称是副王（Viceroy）。爱尔兰政府的事务截至17世纪，都由爱尔兰副总督打理。政府事务后来又交由新创设的爱尔兰布政司。担任这个职位的人通常是英国贵族，爱尔兰人很少获得委任为总督。

## 延伸閱讀
- Rachel Wilson, ‘The Vicereines of Ireland and the Transformation of the Dublin Court, c. 1703–1737’ in The Court Historian, xix, no. 1 (2014), pp 3–28.

## 外部連結
template:Dublin Castle administration